# 花川村
花川村（はなかわむら）は、かつて北海道石狩郡に存在した村である。

## 沿革
- 1902年（明治35年）4月1日 - 北海道二級町村制施行により石狩郡花畔村、樽川村が合併し、花川村が発足。役場事務については、隣接する石狩町と共同処理することとなり、「石狩町花川村組合役場」が設置された[1]。
- 1907年（明治40年）4月1日 - 石狩町と合併し、新設の石狩町の一部となったことで消滅。